# Dublín
|  | Per a altres significats, vegeu «Dublin». |

Dublín (en irlandès Baile Átha Cliath; en anglès Dublin) és la ciutat més gran i la capital de la República d'Irlanda. Està situada aproximadament a la meitat de la costa est, a la desembocadura del riu Liffey, que travessa la ciutat. És també la capital del comtat de Dublín. La ciutat té una població de 527.612 habitants (2011), però en la seva indefinida àrea metropolitana hi viu vora un milió de persones. El nombre d'habitants del comtat de Dublín era d'1.273.069 el mateix any.
Originalment va ser fundada pels vikings el 841 com a base militar i centre de comerç d'esclaus, i ha estat capital del país des de l'edat mitjana. Consta de l'àrea del Consell de la Ciutat de Dublín juntament amb suburbis junts al Comtat de Dublín. Aquest últim està subdividit als comtats administratius de Dun Laoghaire-Rathdown, Fine Gall-Fingal, i el Consell del Comtat de Dublín Sud. La Gran Àrea de Dublín consisteix en la Ciutat de Dublín i el Consell juntament amb els comtats contigus de Kildare, Meath, i Wicklow.
La població de la ciutat pròpiament dita era de 527.612 habitants en el cens del 2011. En el mateix cens, si considerem la població de Dublín la del seu comtat, ascendeix fins a 1.273.069, mentre que a l'Àrea del Gran Dublín hi havia 1.804.156 habitants. El seu gentilici és dublinès. Contribueix amb 60.000 milions d'euros al PIB irlandès.
És la ciutat d'alguns irlandesos famosos, com ara els escriptors George Bernard Shaw, James Joyce i Oscar Wilde.

## Etimologia
Dublín és un derivat hiberno-normand de les paraules irlandeses Dubh Linn, que signifiquen 'llacuna negra'. Històricament a la cal·ligrafia irlandesa, bh s'escrivia amb un punt sobre la b, com Dub Linn o Duḃlinn. Els normands de parla francesa, van ometre el punt i van deixar el nom com Develyn o Dublin. Aquesta llacuna es formava per l'estancament del riu Poddle abans de desembocar al riu Liffey a l'actual Wellington Quay. La llacuna es va mantenir fins a principis del 1700, però l'expansió de la ciutat va tenir com a conseqüència el seu drenatge, i la canalització i soterrament del riu Liffey. En l'actualitat, el lloc de l'antiga llacuna està ocupat pel parc Dubh Linn Gardens, després del Castell de Dublín, mentre que el curs baix del Poddle discorre fins al riu Liffey per una canalització subterrània.
El seu nom gaèlic modern Baile Átha Cliath, que significa Assentament del gual de canyís té l'origen en un antic gual compost amb panells de canya i vímet entrellaçats (Ath Cliath), que creuava el riu Liffey en un lloc pròxim a l'actual estació de ferrocarrils de Heuston. La veu gaèlica "Cliath" es tradueix amb freqüència com "tanca", interpretant la traducció a l'anglès com "hurdle". No obstant això, la traducció com "canyís" és més apropiada: "Cliath" o "hurdle" és, en efecte, una estructura lleugera i movible de material vegetal entrellaçat, que s'usa amb freqüència per separar al bestiar, però també per assegurar el terreny inestable o relliscós. El nom de la ciutat ha estat escrit d'aquesta forma des del 1368, data en què va ser documentat en els Annals d'Ulster. Ath Cliath és el nom d'un lloc que es refereix a un punt de gual del riu Liffey en el veïnatge de l'estació de Heuston, posteriorment es va aplicar el nom a un monestir cristià que es creu va estar situat a la zona del carrer Aungier, actualment ocupat per l'església carmelita del carrer Whitefriar. A causa de la seva longitud, el nom gaèlic de Dublín s'abreuja com BAC algunes vegades.
L'assentament viking posterior va estar al riu Poddle, un afluent del Liffey, a l'est de Christchurch, a la zona coneguda com a Wood Quay. El Dubh Linn era un llac usat pels vikings per amarrar les seves naus i estava connectat al Liffey pel Poddle. La Dubh Linn i el Poddle es mantenien a principis del 1700, però en expandir-se la ciutat van ser drenats i soterrats, respectivament. La Duhb Linn estava situat on es troba ara el jardí del Castell, al davant de la biblioteca Beatty al Castell de Dublín.

## Història

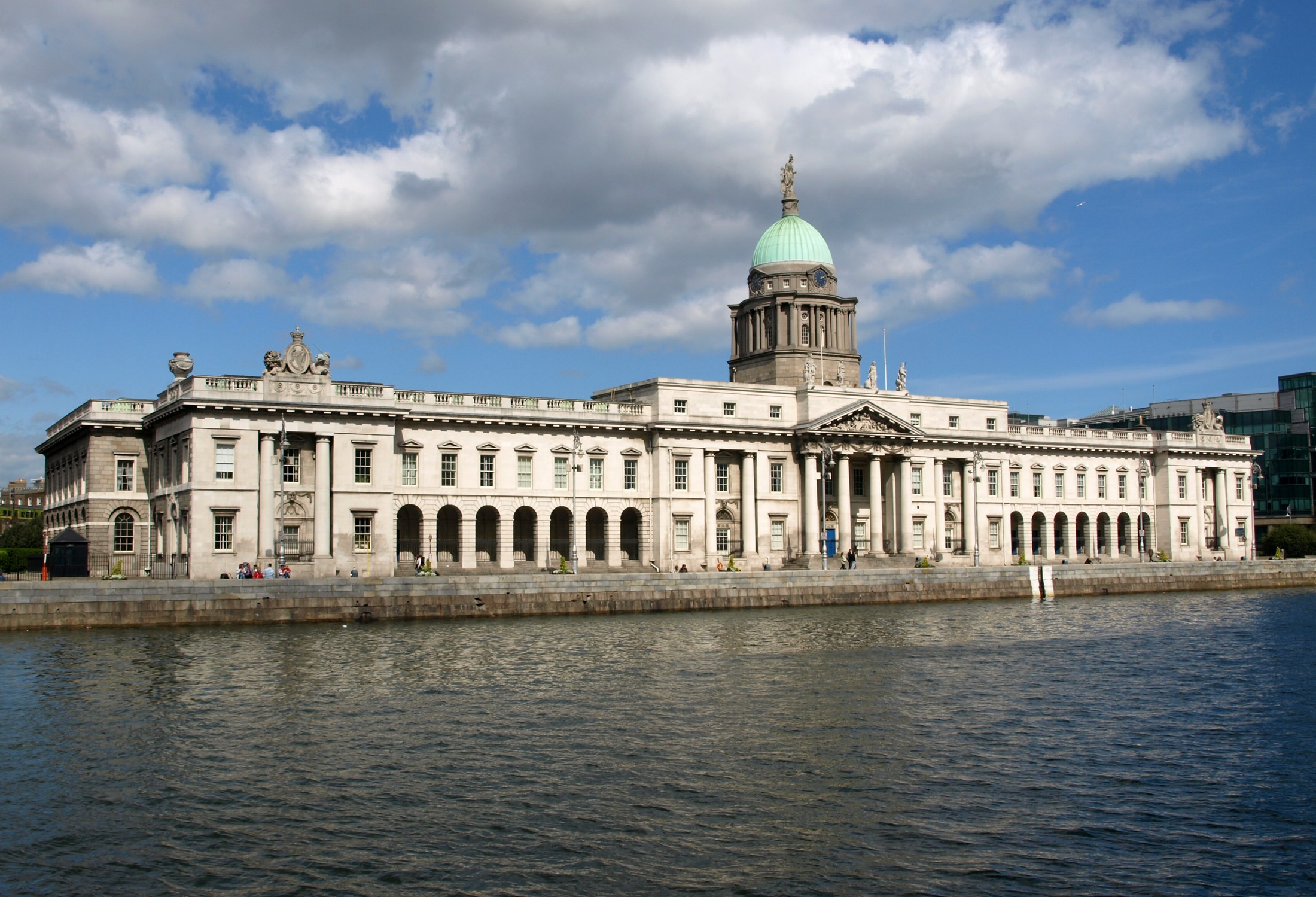
Façana sud de la Custom House, a la riba nord del riu Liffey.

Les cartes de l'astrònom i cartògraf grec Claudi Ptolemeu proveeixen les primeres referències d'habitació humana de l'àrea coneguda ara com a Dublín. Al voltant del 140 dC l'astrònom es va referir a un assentament que va anomenar Eblana Civitas. L'assentament Dubh Linn data potser del primer segle aC, posteriorment es va construir un monestir, encara que la ciutat es va establir al voltant de l'any 841.
La ciutat moderna conserva el nom irlandès anglificat, l'antic i original nom irlandès. Dublín va néixer com un longphort el 841, creixent fins a convertir-se en capital del Regne de Dublín, que incloïa part de la costa est d'Irlanda, la major part d'Escòcia i les illes de l'Atlàntic Nord, parts del nord-oest d'Anglaterra i l'illa de Man. les activitats de Dublín a les East Midlands la van situar en confrontació directa amb els regnes illencs més poderosos fins que, el 902, va ser decisivament derrotada per una coalició irlandesa i els seus sobirans van abandonar l'illa fins al 914, quan una gran flota víking va arribar al port natural de Waterford, recuperant Dublín el 917, i establint-se a Limerick, Cork i Wexford. La derrota de Dublín a la batalla de Tara en 980 a mans de Mael Sechnaill, rei de Meath, va suposar el final dels intents víkings per conquerir Irlanda. Dublín es va convertir en el centre clau de poder militar i judicial, amb la majoria del seu poder concentrat en el castell de Dublín fins a la independència. Des del segle xiv fins a la fi del segle xvi Dublín i els seus voltants, conegut com l'estacada, van formar la major zona d'Irlanda sota control governamental. Durant diversos segles el parlament va estar situat a Drogheda, però es va traslladar permanentment a Dublín després que Enric II conquistés el Comtat de Kildare el 1504.
Dublín també tenia administració ciutadana local via la seva corporació des de l'edat mitjana. Representava el gremi oligàrquic fins que es va reformar el 1840 augmentant les línies democràtiques. Des del segle xvii la ciutat es va expandir ràpidament, ajudada per la Wide Streets Commission. Per curt període, Dublín va ser la segona ciutat de l'Imperi Britànic després de Londres i la cinquena ciutat més gran d'Europa. La majoria de l'arquitectura més notable de la ciutat data d'aquesta era i és considerada com la seva edat d'or. La famosa fàbrica de cervesa Guinness també es va establir en aquesta època. El 1742 es va tocar per primera vegada el "Messiah" de Handel en el New Music Hall al carrer Fishamble amb una participació de 26 nois i 5 homes combinats dels cors de les catedrals de Sant Patrici i de l'Església de Crist.
El període de 1800 va consistir en una disminució relativa amb el creixement industrial de Belfast, el 1900 la població de Belfast era gairebé el doble. Mentre que Belfast era pròspera i industrial, Dublín s'havia convertit en una ciutat de misèria i divisió de classes, construïda sobre les restes de la grandesa perduda, millor descrita en la novel·la Strumpet City, per James Plunkett, i en els treballs de Sean O'Casey. Dublín era encara el centre primari d'administració i transport de la majoria d'Irlanda, encara que completament al marge de la revolució industrial. L'Alçament de Pasqua del 1916 va passar al centre de la ciutat, ocasionant gran part del seu deteriorament físic, i la Guerra angloirlandesa i la Guerra Civil irlandesa van contribuir encara més a la seva destrucció, deixant molts dels seus millors edificis en ruïnes. L'estat lliure irlandès va reconstruir molts d'aquests edificis i va traslladar el parlament al Leinster House.
Durant L'Emergència (Segona Guerra Mundial), fins al 1960, Dublín va romandre com una capital fora del temps: El centre de la ciutat en particular es va mantenir en repòs arquitectònic el que va fer que aquesta fos perfecta per filmar pel·lícules, amb moltes produccions com The Blue Max, i My Left Foot, capturant les vistes d'aquest temps. Fet que va servir com a fundació d'èxits posteriors en cinematografia i producció de pel·lícules. Amb l'augment de prosperitat, es va introduir l'arquitectura moderna a la ciutat, encara que es va començar una vigorosa campanya per restaurar la grandesa de l'època georgiana dels carrers de Dublín, en lloc de perdre la grandesa per sempre. Des del 1997 el paisatge de Dublín ha canviat immensament, amb enormes construccions privades i d'agències de transport i negocis. Alguns dels carrers més coneguts segueixen conservant el nom del pub o el negoci que ocupava el lloc abans del seu tancament o reconstrucció.
Des dels començaments del govern anglo-normand al segle xii, la ciutat ha servit com a capital de l'illa d'Irlanda en diverses entitats geopolítiques:
- El Senyoriu d'Irlanda. (1171 - 1541)
- El Regne d'Irlanda. (1541 - 1800)
- L'illa com a part del Regne Unit de Gran Bretanya i Irlanda. (1801 - 1922)
- La República d'Irlanda. (1919 - 1922)

Des del 1922, amb la divisió de l'illa, va esdevenir la capital de l'Estat Lliure Irlandès (1922-1949) i ara és la capital de la República d'Irlanda. (Molts d'aquests estats van coexistir o van competir entre el mateix marc de temps rivalitzant entre teoria constitucional irlandesa o britànica). Un dels memorials per commemorar aquests temps consisteix en el jardí del record.
El 1974 el centre de Dublín va ser escenari de diversos atemptats terroristes amb cotxe bomba, que van causar la mort de desenes de persones.

## Població
La ciutat de Dublín és l'àrea administrada pel Dublin City Council, però el terme normalment fa referència a l'àrea urbana adjacent, que inclou Dun Laoghaire-Rathdown, Fingal i South Dublin. Aquests quatre municipis formen el que es coneix com a àrea metropolitana de Dublín.
La població de l'àrea administrativa que li correspon al City Council era de 1500505.739 habitants el 2006. En aquest mateix cens, la població de l'àrea metropolitana era d'1.186.159, i la de l'àrea d'influència de Dublín era d'1.661.185. La població de la ciutat creix molt de pressa: les previsions diuen que el 2021 se superaran els dos milions d'habitants. Avui dia, aproximadament el 40% de la població d'Irlanda viu en un radi de 100 km al voltant del centre de la ciutat.

## Cultura

### Literatura, teatre i arts
La ciutat posseeix història literària de fama mundial, havent produït moltes figures literàries prominents, incloent premis Nobel com William Butler Yeats, George Bernard Shaw i Samuel Beckett. Altres escriptors influents de Dublín són Oscar Wilde, Jonathan Swift i el creador de Dràcula, Bram Stoker. No obstant això, és discutiblement més famosa com la ciutat dels excel·lents treballs de James Joyce. Dublinesos és un recull d'històries curtes de Joyce sobre incidents i personatges típics residents de la ciutat de principis del segle xx. El seu treball més cèlebre, Ulisses està també establert a Dublín i ple de detalls tòpics. Una altra sèrie d'escriptors famosos de Dublín són: JM Synge, Sean O'Casey, Brendan Behan, Maeve Binchy i Roddy Doyle. Les majors biblioteques i museus d'Irlanda es troben a Dublín, incloent el National Print Museum of Ireland i la Biblioteca Nacional d'Irlanda.
Hi ha diversos teatres al centre de la ciutat, i diversos actors mundialment famosos han emergit de l'escena teatral de Dublín, incloent a Noel Purcell, Sir Michael Gambon, Brendan Gleeson, Stephen Rea, Colin Farrell, Colm Meaney, Gabriel Byrne, Jonathan Rhys Meyers, Sarah Bolger i Maria Doyle Kennedy. Els teatres més coneguts són The Gaiety, The Abbey,The Olympia i The Gate. El Gaiety està especialitzat en produccions musicals i operetes, i és popular per obrir les portes després de la producció teatral del vespre per albergar una varietat de música en viu, dansa i pel·lícules. L'Abbey es va fundar el 1904 per un grup que incloïa a Yeats amb la finalitat de promoure el talent de la literatura indígena. Va continuar per proveir sortida a alguns dels escriptors més famosos de la ciutat, com ara Synge, el mateix Yeats i George Bernard Shaw. El Gate es va fundar el 1928 per promocionar els treballs avantguardistes europeus. El teatre més gran és el Mahony Hall de l'edifici Helix a la Universitat de Dublín, a Glasnevin.
Dublín és també el punt focal de gran part de l'art i de l'escena artística irlandesa. El llibre de Kells, un famós manuscrit produït pels monjos celtes en el 800 dC i també es mostren exemples d'art insular en el Trinity College. La biblioteca Chester Beatty alberga la famosa col·lecció de manuscrits, pintures de miniatura, impresos, dibuixos, llibres rars i arts decoratives ensamblades pel miner nord-americà milionari (un honorable ciutadà irlandès) Sir Alfred Chester Beatty (1875 - 1968). Col·leccions que daten des del 2700 aC cap endavant i que estan dibuixats a l'Àsia, l'Orient mitjà, Àfrica del Nord i Europa. Sovint s'ofereixen al públic els treballs d'artistes locals al voltant de St Stephen Green, el principal parc públic del centre. A més, al llarg de la ciutat es troben grans galeries d'art, incloent el Museu irlandès d'art modern, la Galeria nacional, la Galeria municipal Hugh Lane, el Centre d'art de la ciutat, la Galeria Douglas Hyde, el centre Project Arts i l'Acadèmia hibèrnica reial.
Tres branques del museu nacional irlandès estan situades a Dublín: arqueologia al carrer Kildare, arts decoratives i història al Collins Barracks i història natural al carrer Merrion.

### Museus
- Galeria Nacional d'Irlanda: conté més de 12 mil obres, des de l'època medieval fins al segle xx.
- Museu d'història Natural: conté més de 10 mil animals dissecats d'entre 2 milions d'espècies.
- Museu d'art modern: es troba al Royal Hospital Kilmainham i conté més de 3 mil peces d'art modern.
- Museu de la Literatura d'Irlanda (MOLI): des de la tradició narrativa medieval fins als grans escriptors contemporanis.
- Little Museum of Dublin: un museu diferent i innovador que explica la història de Dublín.
- Museu dels escriptors: situat en una mansió del segle xviii, retrata la vida i obra dels autors més importants del país.[4]

### Vida nocturna i entreteniment
Una de les zones més concorregudes és l'anomenat Temple Bar (el barri vell, on trobes a visitants de tot el món) o llocs de temàtica diversa, com el modern Thunder Road Cafè.
També molt tradicional és fer una passejada pel Trinity College, la universitat més prestigiosa d'Irlanda. Davant de l'entrada de la universitat es troba la també coneguda estàtua de Molly Malone, tradicional de Dublín. Dona nom i lletra a moltes cançons referents a ella encara que mai s'ha sabut si és només una llegenda o si va existir de veritat, però s'explica que era una dona que de dia treballava com a peixatera i de nit era dama de companyia d'estudiants.
Molt tradicional de Dublín també és la fàbrica de cervesa Guinness (fundada per Arthur Guinness), on en finalitzar el recorregut per la fàbrica es pot gaudir d'una de les seves millors cerveses a la terrassa de la part superior des d'on hi ha una magnífica panoràmica de tot Dublín.
Al centre de Dublín també es troba el parc de St Stephen's Green.
L'escena LGBT de Dublín se centra en un nombre de superpubs i clubs com The Dragon i The George al carrer South Great George's Street. Els altres dos bars que s'enfoquen cap a l'escenari gai són Street 66 (al carrer Parliament) i Pantibar (al carrer Capel). També existeixen clubs gais com Q & A (Queer & Alternative), Spice, Glitz, The Furry Glen (Nit d'ossos), Shift, ViQ, Bukakke, Nimhneach (Nit fetitxe), After Dark, Kiss (Nit lesbiana), i L Club (Nit lesbiana).
Popularment es toca música en viu als carrers i a les avingudes en general i la ciutat ha produït diverses bandes de rock d'èxit internacional com U2, Westlife Hothouse Flowers, Horslips, The Boomtown Rats, Thin Lizzy, Rob Smith, Boyzone i The Script. Els dos millors cinemes del centre de Dublín són The Savoy Cinema i el Cineworld Cinema, ambdós al nord del riu Liffey. Es pot trobar cinema alternatiu i d'interès especial a l'institut de cinema irlandès de Temple Bar, al Screen Cinema del carrer d'Olier i en el Lighthouse Cinema a Smithfield.

## Llocs d'interès
- The Spire (2003); alt monument en forma de punxa situat al centre comercial de Dublín. És visible des de molts punts de la ciutat. I el camp Nou, lloc de gran oci irlandès.
- Catedral de Sant Patrici (1192); prop de la font on el sant batejava als nous cristians. Entre altres personalitats, conté les restes de Jonathan Swift l'autor d'Els viatges de Gulliver.
- Trinity College (1751); seu de la universitat més important del país.
- General Post Office(1818); l'edifici de correus, fou també el centre neuràlgic de l'Aixecament de Pasqua de 1916 que anys més tard portaria a la República d'Irlanda a la independència de la Gran Bretanya.
- Custom House (1791); centre polític de Dublín.
- Estàtua de Molly Malone (1988), personatge que ha inspirat l'himne no oficial de la ciutat.
- Castell de Dublín (segle xii), seu administrativa fins al 1922
- Presó de Kilmainham (1796) Presó que destaca en la història irlandesa perquè hi foren empresonats diferents líders independentistes irlandesos. Actualment la presó és un museu visitable.

## Clima
Dublín gaudeix d'un clima marítim temperat que es caracteritza per hiverns suaus i estius frescos, sense temperatures extremes, i té unes precipitacions moderades. Contràriament a la creença popular, Dublín no té un índex de pluges com el de l'oest d'Irlanda, que és el doble del de la capital. De mitjana hi ha menys dies de pluja que a Londres.
| Dades climàtiques a Merrion Square, Dublin, (1981–2010 averages); extremes from all Dublin stations. | Dades climàtiques a Merrion Square, Dublin, (1981–2010 averages); extremes from all Dublin stations. | Dades climàtiques a Merrion Square, Dublin, (1981–2010 averages); extremes from all Dublin stations. | Dades climàtiques a Merrion Square, Dublin, (1981–2010 averages); extremes from all Dublin stations. | Dades climàtiques a Merrion Square, Dublin, (1981–2010 averages); extremes from all Dublin stations. | Dades climàtiques a Merrion Square, Dublin, (1981–2010 averages); extremes from all Dublin stations. | Dades climàtiques a Merrion Square, Dublin, (1981–2010 averages); extremes from all Dublin stations. | Dades climàtiques a Merrion Square, Dublin, (1981–2010 averages); extremes from all Dublin stations. | Dades climàtiques a Merrion Square, Dublin, (1981–2010 averages); extremes from all Dublin stations. | Dades climàtiques a Merrion Square, Dublin, (1981–2010 averages); extremes from all Dublin stations. | Dades climàtiques a Merrion Square, Dublin, (1981–2010 averages); extremes from all Dublin stations. | Dades climàtiques a Merrion Square, Dublin, (1981–2010 averages); extremes from all Dublin stations. | Dades climàtiques a Merrion Square, Dublin, (1981–2010 averages); extremes from all Dublin stations. | Dades climàtiques a Merrion Square, Dublin, (1981–2010 averages); extremes from all Dublin stations. |
| Mes                                                                                                  | gen                                                                                                  | febr                                                                                                 | març                                                                                                 | abr                                                                                                  | maig                                                                                                 | juny                                                                                                 | jul                                                                                                  | ag                                                                                                   | set                                                                                                  | oct                                                                                                  | nov                                                                                                  | des                                                                                                  | anual                                                                                                |
| --- | --- | --- | --- | --- | --- | --- | --- | --- | --- | --- | --- | --- | --- |
| Màxima rècord °C (°F)                                                                                | 18.5 (65.3)                                                                                          | 18.1 (64.6)                                                                                          | 23.6 (74.5)                                                                                          | 22.7 (72.9)                                                                                          | 26.8 (80.2)                                                                                          | 28.7 (83.7)                                                                                          | 31.0 (87.8)                                                                                          | 31.0 (87.8)                                                                                          | 27.6 (81.7)                                                                                          | 24.2 (75.6)                                                                                          | 20.0 (68)                                                                                            | 18.1 (64.6)                                                                                          | 31.0 (87.8)                                                                                          |
| Màxima mitjana °C (°F)                                                                               | 8.8 (47.8)                                                                                           | 8.9 (48)                                                                                             | 10.7 (51.3)                                                                                          | 12.4 (54.3)                                                                                          | 15.2 (59.4)                                                                                          | 18.0 (64.4)                                                                                          | 20.2 (68.4)                                                                                          | 19.6 (67.3)                                                                                          | 17.3 (63.1)                                                                                          | 14.0 (57.2)                                                                                          | 11.0 (51.8)                                                                                          | 9.3 (48.7)                                                                                           | 13.8 (56.8)                                                                                          |
| Mitjana diària °C (°F)                                                                               | 6.4 (43.5)                                                                                           | 6.4 (43.5)                                                                                           | 8.0 (46.4)                                                                                           | 9.4 (48.9)                                                                                           | 12.1 (53.8)                                                                                          | 14.8 (58.6)                                                                                          | 16.9 (62.4)                                                                                          | 16.5 (61.7)                                                                                          | 14.4 (57.9)                                                                                          | 11.4 (52.5)                                                                                          | 8.6 (47.5)                                                                                           | 6.9 (44.4)                                                                                           | 11.0 (51.8)                                                                                          |
| Mínima mitjana °C (°F)                                                                               | 3.9 (39)                                                                                             | 3.9 (39)                                                                                             | 5.2 (41.4)                                                                                           | 6.4 (43.5)                                                                                           | 9.0 (48.2)                                                                                           | 11.6 (52.9)                                                                                          | 13.5 (56.3)                                                                                          | 13.3 (55.9)                                                                                          | 11.4 (52.5)                                                                                          | 8.8 (47.8)                                                                                           | 6.2 (43.2)                                                                                           | 4.5 (40.1)                                                                                           | 8.2 (46.8)                                                                                           |
| Mínima rècord °C (°F)                                                                                | −15.6 (3.9)                                                                                          | −13.4 (7.9)                                                                                          | −9.8 (14.4)                                                                                          | −7.2 (19)                                                                                            | −5.6 (21.9)                                                                                          | −0.7 (30.7)                                                                                          | 1.8 (35.2)                                                                                           | 0.6 (33.1)                                                                                           | −1.7 (28.9)                                                                                          | −5.6 (21.9)                                                                                          | −9.3 (15.3)                                                                                          | −15.7 (3.7)                                                                                          | −15.7 (3.7)                                                                                          |
| Pluja mitjana mm (polzades)                                                                          | 62.6 (2.465)                                                                                         | 46.1 (1.815)                                                                                         | 51.8 (2.039)                                                                                         | 50.2 (1.976)                                                                                         | 57.9 (2.28)                                                                                          | 59.2 (2.331)                                                                                         | 50.5 (1.988)                                                                                         | 65.3 (2.571)                                                                                         | 56.7 (2.232)                                                                                         | 76.0 (2.992)                                                                                         | 69.4 (2.732)                                                                                         | 68.7 (2.705)                                                                                         | 714.6 (28.134)                                                                                       |
| Mitjana de dies de precipitació (≥ 1 mm)                                                             | 12                                                                                                   | 10                                                                                                   | 11                                                                                                   | 11                                                                                                   | 11                                                                                                   | 9 | 10                                                                                                   | 10                                                                                                   | 9 | 12                                                                                                   | 11                                                                                                   | 12                                                                                                   | 128                                                                                                  |
| Mitjana mensual d'hores de sol                                                                       | 58.9                                                                                                 | 75.3                                                                                                 | 108.9                                                                                                | 160.0                                                                                                | 194.5                                                                                                | 179.2                                                                                                | 164.3                                                                                                | 156.8                                                                                                | 128.8                                                                                                | 103.3                                                                                                | 70.6                                                                                                 | 52.6                                                                                                 | 1.453,2                                                                                              |
| Font #1: Met Éireann                                                                                 | | | | | | | | | | | | | |
| Font #2: European Climate Assessment & Dataset,                                                      | | | | | | | | | | | | | |

## Esport
Les seus de gairebé totes les organitzacions esportives d'Irlanda es troben a Dublín, i els esports més populars que es juguen a la ciutat són els més populars de l'illa: futbol gaèlic, futbol, rugbi union i hurling. Dublín alberga el cinquè estadi més gran d'Europa, el Croke Park, amb capacitat per a 82.000 persones, de l'Associació Atlètica Gaèlica. L'estadi alberga tradicionalment partits de futbol gaèlic i de hurling durant els mesos d'estiu, així com de futbol internacional en anys alterns. També alberga concerts, amb actuacions d'U2, Robbie Williams i Westlife, que van actuar aquí en anys recents.

## Economia i infraestructures

### Comunicacions i mitjans
Dublín és el centre de comunicacions i mitjans a Irlanda, amb molts diaris, estacions de ràdio, estacions de televisió i companyies de telèfon que posseeixen centres operatius. La Ràdio Telefís Éireann (RTÉ) és la difusora nacional de l'Estat, i té les seves oficines principals i estudis a Donnybrook, Dublín. Fair City és la telenovel·la de la difusora basada en la capital, situada al suburbi fictici de Carraigstown. TV3, 3e, City Channel, Sky News Ireland i Setanta Sports també tenen base a Dublín. La infraestructura principal i les oficines del Correu i la companyia telefònica de l'estat Eircom, així com Vodafone i Telefònica O2 estan ubicades a la capital. També és centre d'operacions d'importants diaris nacionals com The Irish Times i l'Irish Independent.

### Indústria

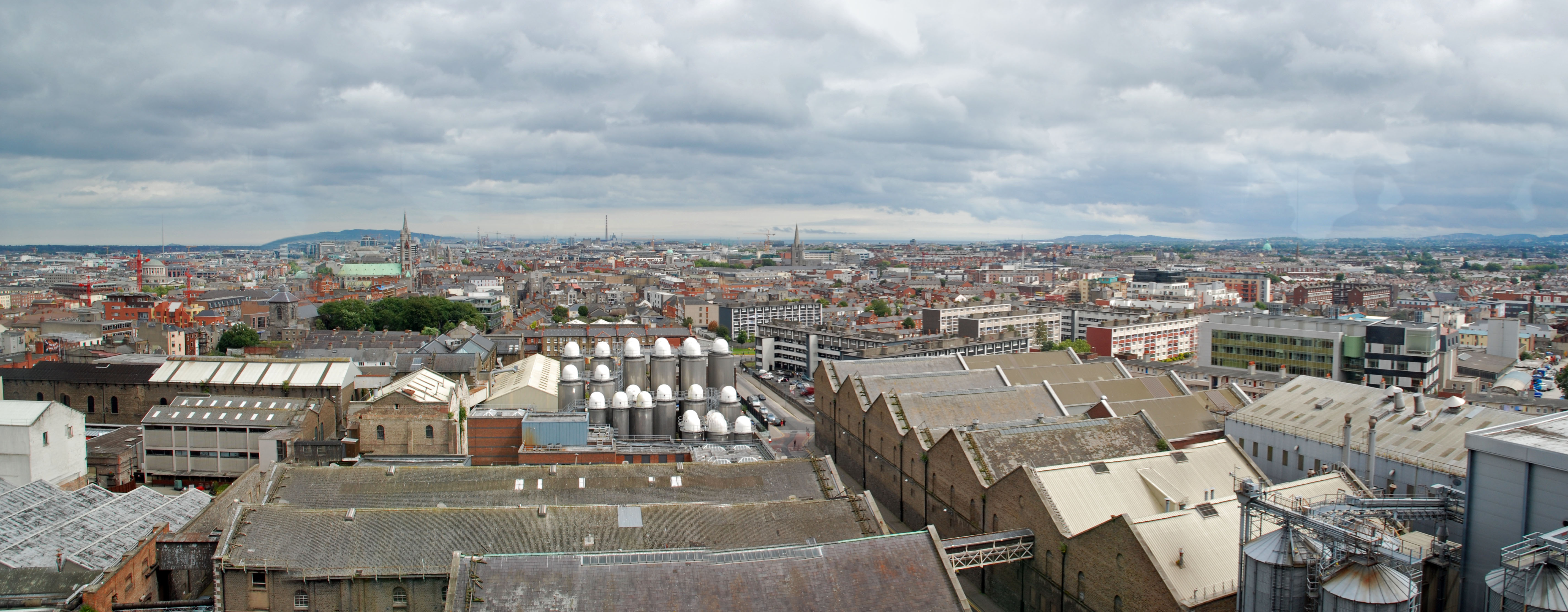
Panoràmica del Dublín industrial.

Segurament la indústria més famosa de Dublín és la destil·leria. La cervesa Guinness ha estat destil·lada a la St James's Gate Brewery des del 1759.
Durant els anys del Tigre Celta (1955-2000) un gran nombre de companyies de tecnologia de la informació i farmacèutica s'han establert a Dublín i en els seus suburbis i el seu gran volum d'indústria de computació l'han portat a ser anomenada com el Silicon Valley d'Europa. El centre d'operacions de Microsoft Europa, Orient i Àfrica EMOA, situat al polígon industrial Sandyford al sud de la ciutat, i Google i Amazon han establert bases operatives a la ciutat. Intel i Hewlett-Packard tenen grans plantes de manufactura a Leixlip, al Comtat de Kildare, a l'oest de Dublín. Google, Yahoo!, Ebay i PayPal tenen els seus centres d'operacions europeus a Dublín.

## Fills il·lustres
- Henry Rowley Bishop (1786-1855), fill adoptiu (compositor)
- William Butler Yeats
- George Bernard Shaw
- Samuel Beckett
- Oscar Wilde
- Jonathan Swift
- Bram Stoker
- James Joyce
- JM Synge
- Sean O'Casey
- Joseph A Wade (compositor)
- Arthur Wellesley, 1r. Duc de Wellington (Primer Ministre del Regne Unit (1828 a 1830 i 1834)
- John Thomas Graves
- Thomas Simpson Cooke (1786-1863), compositor, tenor i director d'orquestra.
- Katherine Plunkett (1725-[...?]) violinista.
- John Synge (1897-1995), físic i matemàtic.
- Francis Bacon (1909 - 1992) pintor